# USS Detroit (CL-8)
Pour les autres navires du même nom, voir USS Detroit.
L'USS Detroit (CL-8) est un croiseur léger de classe Omaha construit pour l'United States Navy au début des années 1920. Le cinquième navire de la classe est le quatrième navire à porter le nom de la plus grande ville du Michigan, État du nord-est des États-Unis.
Le Detroit est mis sur cale aux chantiers navals de la Bethlehem Shipbuilding Corporation de Quincy (Massachusetts), il est lancé le 29 juin 1922 et admis au service actif le 31 juillet 1923.

## Historique

### Entre-deux-guerres

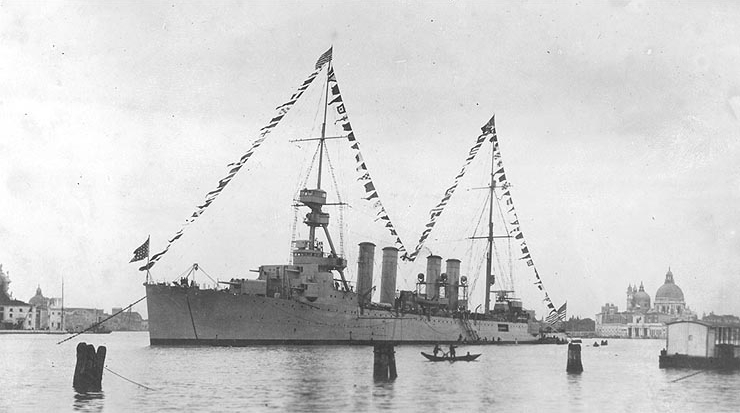
Le Detroit à Venise le 11 novembre 1923.

Après une croisière de mise en condition en Méditerranée, le Detroit fut affecté à la Scouting Fleet, effectuant de nombreuses manœuvres et croisières le long de la côte est mais également en Méditerranée. De septembre à octobre 1924, il sert dans l'USAAS, où il est vaisseau amiral au commandant des divisions de croiseurs légers jusqu'au 23 novembre de la même année. Après une révision à Boston, il reprend la mer le 2 février 1925 et effectua des manœuvres dans le Pacifique, le long de la côte et dans les eaux hawaïennes (février-juillet 1925).
De juillet 1925 à mars 1926 puis de juillet à décembre 1926, le Detroit alors navire amiral de la 3e division de croiseurs légers, déployée dans les Caraïbes pour des manœuvres avec le reste de la Scouting Fleet. En mars et avril 1927, il patrouilla au large du Nicaragua pour protéger les intérêts et les ressortissants américains dans un pays en proie à de graves troubles politiques.
Le 16 juin 1927, le Detroit quitta Boston pour devenir navire amiral des forces navales américaines en Europe (United States Naval Forces Europe), effectuant à cette occasion de nombreuses visites de courtoisie dans des ports d'Europe, d'Afrique du Nord et du Moyen-Orient. Les rois de Norvège, du Danemark, d'Espagne et le président de l'État libre d'Irlande montèrent notamment à bord.
Il transporta également entre l'Irlande et la France, le secrétaire d'État des États-Unis Frank Billings Kellogg pour des pourparlers qui allaient déboucher au pacte Briand-Kellogg censé mettre la guerre hors-la-loi.
En mars 1931, sous le commandement du capitaine Nathan Post, il gagna San Diego où il devint le navire amiral de la force des destroyers de la Battle Force; et à part un Fleet Problem dans l'Atlantique en 1934, il resta dans le Pacifique, opérant à partir de sa base à San Diego jusqu'à la guerre.

### Seconde Guerre mondiale
Présent pendant l'attaque de Pearl Harbor le 7 décembre 1941, il ne fut endommagé que par les mitraillages des chasseurs, les six torpilleurs qui tentèrent de l'attaquer manquèrent leur but. L'attaque terminée, il appareilla pour patrouiller à l'ouest d'Oahu afin d'empêcher un éventuel débarquement japonais avant de rejoindre les autres navires américains pour tenter de retrouver la force d'attaque japonaise.
De retour à Pearl Harbor le 10 décembre 1941, le Detroit assura ensuite l'escorte d'un convoi à destination de la côte ouest des États-Unis. Il transportait ainsi 8 tonnes d'or et 12 tonnes d'argent évacuées de Corregidor par le sous-marin Trout qu'il déposa au département du Trésor des États-Unis, à San Francisco. En septembre 1942, il escorta deux convois à destination de la base navale de Tutuila, à Pago Pago (Samoa), sauvant au passage l'équipage d'un Catalina qui s'était abîmé en mer.

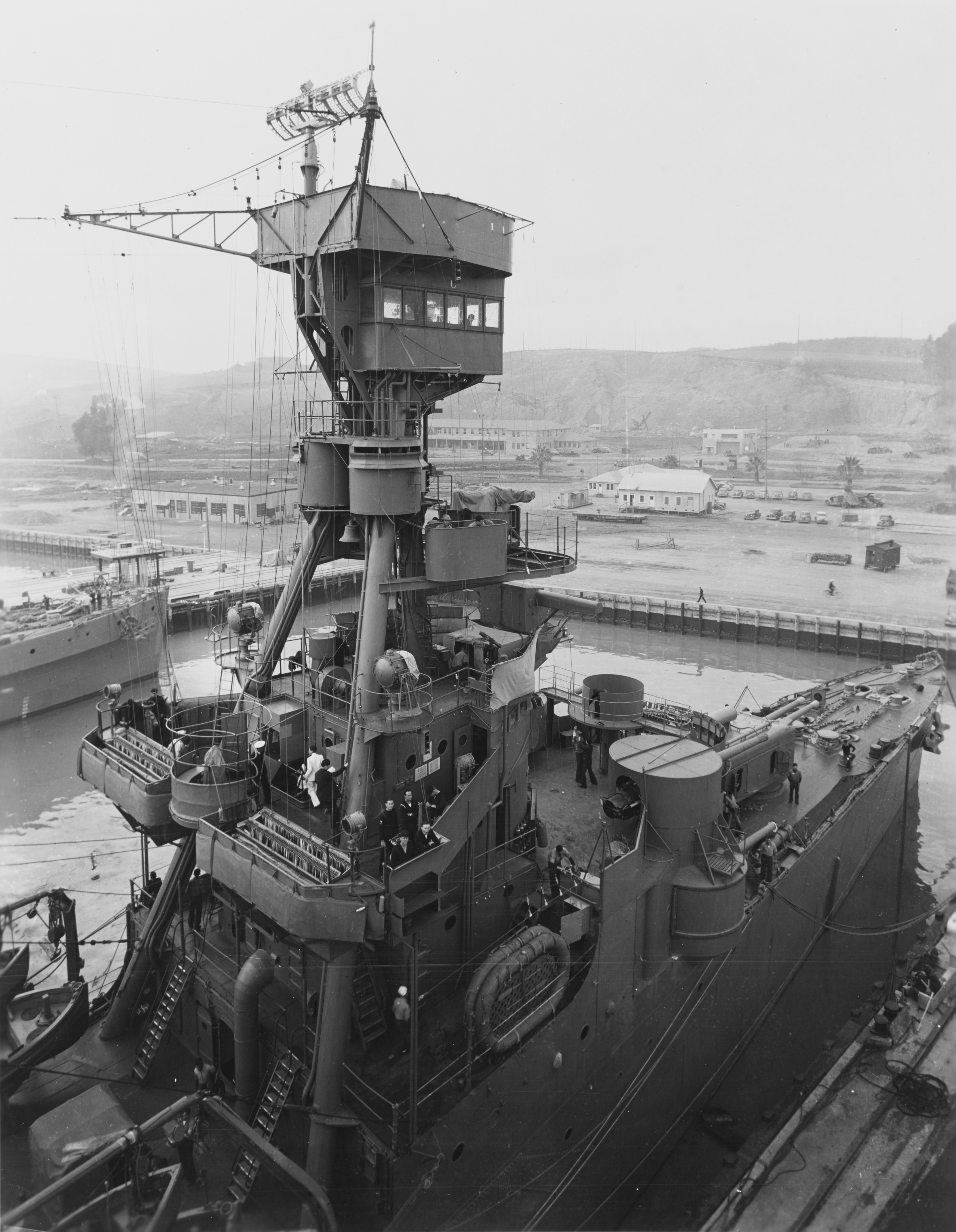
Le Detroit au Mare Island Naval Shipyard le 18 février 1942.

Le 10 novembre 1942, le Detroit appareilla de San Francisco direction Kodiak (Alaska), pour devenir le navire amiral du Task Group 8.6 chargé de patrouiller entre Adak et les îles Attu et empêcher la pénétration japonaise dans le reste des Aléoutiennes.
Le 12 janvier 1943, il assura la couverture du débarquement américain à Amchitka pour aménager une base destinée à couper les voies de communications entre le Japon et les îles d'Alaska occupées par les Japonais (Attu et Kiska). Après un carénage à Bremerton en février et mars 1943, il reprit sa mission de patrouilles, bombardant Holtz Bay (en) et Chichagof Harbor (en) à Attu en avril, avant de participer en mai à l'assaut sur l'île. Il fit de même le 15 août contre Kiska qui avait été secrètement évacuée.
Le Detroit resta déployé dans ces eaux inhospitalières pour couvrir les bases américaines dans la région. Cela ne l'empêcha pas de mener des opérations plus offensives comme en juin 1944 lorsqu'il bombarda des installations japonaises dans les Kouriles. Le 25 juin, le croiseur appareilla d'Adak en direction de Bremerton pour quelques menues réparations avant de cingler vers Balboa (Panama), où il arriva le 9 août pour servir temporairement de navire amiral à la Southeast Pacific Force, patrouillant au large des côtes de l'Amérique du Sud jusqu'en décembre.

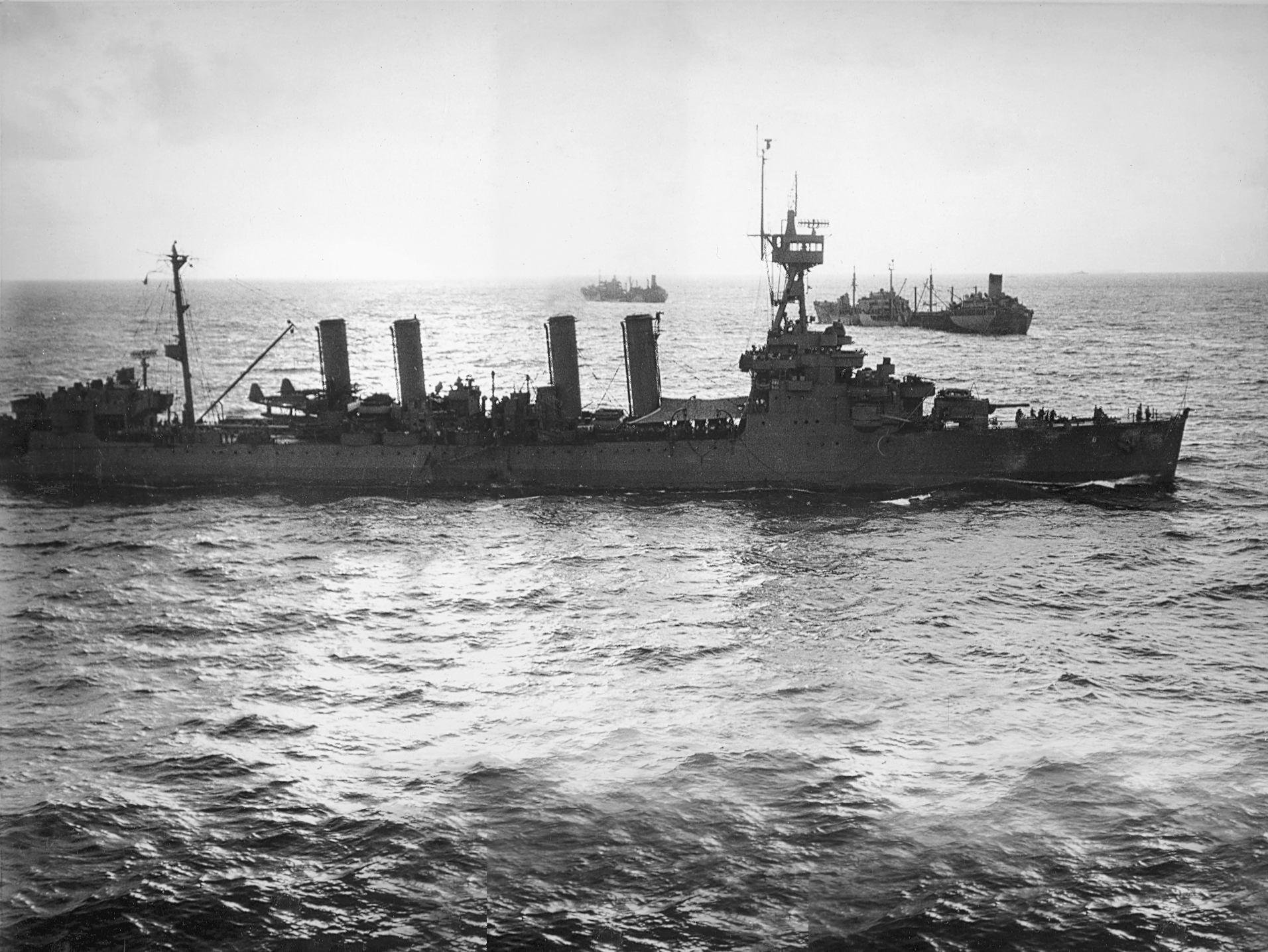
Le Detroit entre février 1945 et mai 1945.

Après un passage par la Californie, le Detroit quitta San Francisco le 16 janvier 1945 pour Ulithi, qu'il atteint le 4 février 1945. Il servit ainsi jusqu'à la fin de la guerre dans la 5e flotte, en tant que navire amiral du groupe de ravitaillement chargés de fournir carburant, eau, munitions et pièces détachées à la Task force de porte-avions rapide (Logistic Support Group 50.8 puis TF 30.8 le 27 mai 1945). Il entra en baie de Tokyo le 1er septembre 1945 et fut présent le lendemain à la signature de la reddition du Japon. Ce fut le seul avec le cuirassé West Virginia à avoir été présent lors de l'attaque et lors de la cérémonie de capitulation.
Il participa aux premières opérations liées à l'occupation alliée du Japon avant de participer au rapatriement des soldats japonais isolés sur les différentes îles et atolls du Pacifique. Il quitta le Japon le 15 octobre 1945, embarquant des vétérans américains lors de l'opération Magic Carpet.
Le Detroit gagna ensuite le chantier de Philadelphie où il fut désarmé le 11 janvier 1946 et vendu à la démolition le 27 février de la même année.

## Décorations
- American Defense Service Medal avec boucle "FLEET"
- American Campaign Medal
- Asiatic Pacific Campaign Medal avec six Battle stars
- World War II Victory Medal
- Navy Occupation Service Medal

## Héritage
Le mont sous-marin Detroit (en) de la chaîne sous-marine Hawaï-Empereur fut nommé d'après le nom du navire.